# Frank Valdor
Frank Valdor (* 27. Mai 1937 in Hamburg; † 5. August 2013) war ein deutscher Arrangeur. Er wurde 1989 Schweizer Bürger in der Ortschaft Walchwil am Zugersee im Kanton Zug, wo er zu diesem Zeitpunkt bereits 30 Jahre seinen Wohnsitz hatte.

## Leben
Seine Eltern waren Zirkusartisten, und so hatte er bereits 1948 seinen ersten Auftritt im Zirkus, wo er als „Wunderknabe“ Trompete und Posaune spielte. Nach seiner Schulzeit ging er von 1953 bis 1955  zum Musikhochschulstudium nach Hamburg. Anschließend ging er zum französischen Orchester von Fred Adison und Lionel Hampton. Er tourte durch Frankreich, Spanien, Nordafrika und Kanada.
1959 ging er als Aufnahmeleiter zu Polydor und Philips, ferner arbeitete er als Arrangeur für die deutschen Rundfunk-Tanzorchester von Werner Müller, Alfred Hause, Franz Thon, Adalbert Luczkowsky, William Greihs (1905–1984) und Manfred Minnich. Seinen ersten großen Erfolg hatte er 1961 mit Yvonne Carré. Im gleichen Jahr wechselte er zum WDR, wo er für Max Greger und Kurt Henkels arrangierte. Außerdem arrangierte er für das Unterhaltungsorchester des Schweizer Radios unter Cedric Dumont.
Aber bereits 1963 wechselte er zur Automatenfirma J. P. Seeburg, für die er bis 1966 3000 Titel arrangierte.
Von 1967 bis 1969 arbeitete er dann als freier Produzent und Orchesterleiter für Miller International und andere Plattenfirmen, bis er 1969 einen Exklusivvertrag mit Miller International für das Orchester Frank Valdor unterzeichnete. Im Anschluss gründete er seinen eigenen Musikverlag Hippo Music in München. 1971 erfolgte dann auch die Gründung von Hippo Music in der Schweiz. Im selben Jahr erhielt er  die Goldene Schallplatte für Frank Valdor Goes Western. 1972 machte er erste Live-Auftritte mit dem brasilianischen Ballett, was ihm in Deutschland die Silberne Schallplatte für Live in Rio einbrachte. Im Jahr darauf konnte Miller International verkünden, dass er über drei Millionen LPs verkauft hatte.

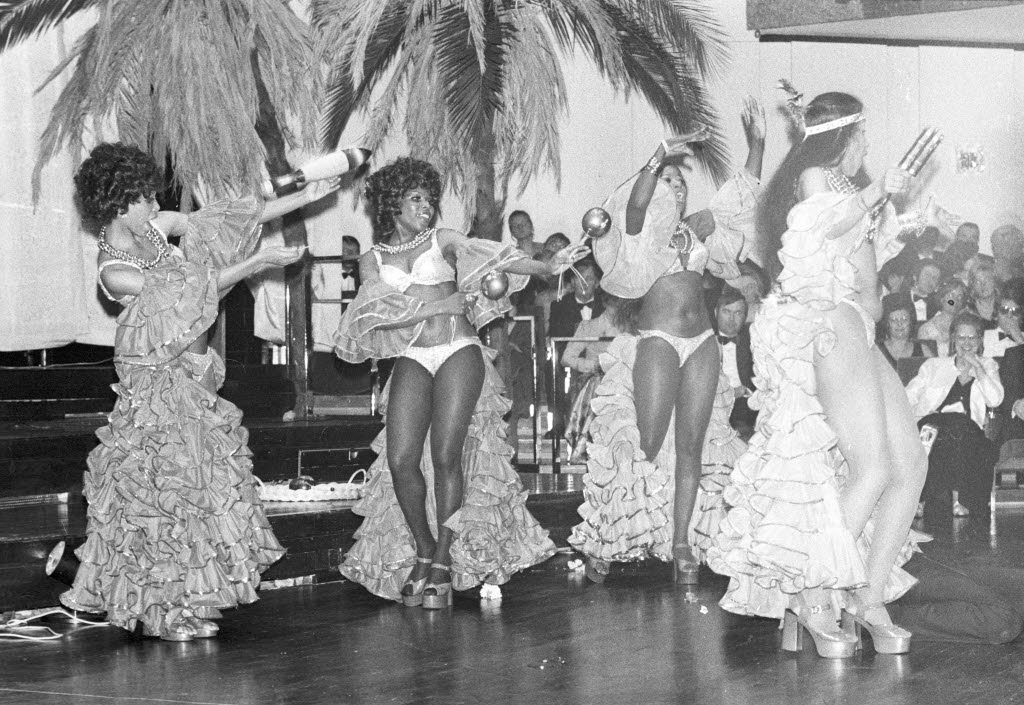
Auftritt der Brasil-Show im Kieler Schloss (1974)

Dennoch wechselte er zu RCA, wo er 1975 einen Exklusivvertrag als Produzent und als Orchester erhielt. Im Jahr 1976 tourte er dann in der Schweiz, und 1977 hatte er seine erste Fernsehshow Fiesta Tropical. Danach gründete er in Hamburg seine eigene Musikschule, die unter dem Namen Die Musikschule des Orchester Frank Valdor firmierte. Im ZDF erschien er mit der Show Carneval in Rio. Seine Fernsehauftritte ließen es zu, dass er dann bei mehreren Landespressebällen aufspielte. 1982 feierte er sein 20-jähriges Bühnenjubiläum. Bis dahin hatte er 950 verschiedene Schallplatten produziert und weltweit etwa 9 Millionen Tonträger verkauft. Im Februar 1983 konnte er auch das 10-jährige Jubiläum des Orchesters und der "Brazil-Tropicado-Show" feiern. Er machte anschließend mehr Fernsehen, so wurde 1985 die Sendung Fiesta Tropical im Schweizer Fernsehen, bei SAT1 und im ZDF übertragen. Im selben Jahr begann seine Firma, spezielle Platten für Tanzschulen und Tanzclubs zu produzieren. Ab 1989 folgten weitere Shows im Fernsehen, u. a. bei RTL wie auch im österreichischen Fernsehen. 1992 bei seinem 30-jährigen Jubiläum hatte er bereits 1400 verschiedene LPs und CDs produziert. Er tourte weiter durch Europa und die Fernsehstudios, zu seinem 40-jährigen Jubiläum gab es an seinem Geburtstag am 27. Mai 2002 diverse Jubiläumssendungen in Fernsehen und Rundfunk.
Er starb am 5. August 2013 an den Folgen eines tragischen Unfalls.
Valdor spielte meist Trompete oder Posaune. Als Bandleader hatte er in den 1960ern und 1970ern mehrere Chart-Erfolge. Er arrangierte auf seinen Alben fremde Musikstücke neu, sodass diese nonstop auf Partys gespielt werden konnten (Dynamic Party Sound).

## Diskografie

### Schallplatten

#### Langspielplatten
- 16 Fantastic Golden Latin Hits 1978
- À gogo Discofoon * 7067
- Aktuell Somerset 718
- Big Band Hits – German Jukebok EP, Hippo 21001
- Classics for dancing Europa E 193
- Cocktails for two Hippo 31003
- Dancing a la diskothek – Constanze
- Dancing And Dreaming – German Jukebox EP Hippo 21003
- Dancing at midnight – Hippo 41009
- Das Große Stimmung Album – Philips H 72 AM 231
- Dreamy Violins – German Jukebox EP Hippo 24008
- Dynamic Man Somerset 740/741
- Dynamic Trumpet Party Somerset 734
- Fiesta Tijuana Somerset 665
- Frank Valdor Somerset, utgiven 1973
- Frank Valdor’s tropic beat – Popular 21165
- Glenn Miller Story – German Jukebox EP Hippo 25010
- Goes Western Somerset 731
- Gogo Guitars Somerset 677
- Golden Memories – German Jukebox EP Hot-Six 605
- Goodtime Girls
- Great Latin Hits BASF BB22862-2
- Gute Laune a gogo – Happy Trumpet Party – Telefunken NT 276
- Hammond Hitparade Somerset 669
- Happy Rosamunde Somerset 715
- Happy Sax – German Jukebox EP Somerset AP-014
- Happy Saxophon à go go Somerset 674
- Happy Trumpet Party 2 – Telefunken
- Happy Trumpets – German Jukebox EP Somerset AP-016
- Hawaii Beach Party GrandPrix GP-10033
- Heute hau’n wir auf die Pauke Somerset 759
- Hey Mister Valdor! Somerset 760
- Hits à gogo Somerset 659
- Hits am Laufenden Band RCA PPL 1-4167
- Hot Nights In Rio RCA PL 28305
- Im Popschrittmarsch Sonic 9091
- In Mexico Somerset 712
- Jede Menge Hits Somerset 661
- King of Dynamic Party Sound Somerset 716/717
- King Size 2 Somerset 773
- King Size Somerset 739
- La Montanara Somerset 787
- Live in Rio Somerset 746
- Mexican Beat Hippo 41005 ***
- Mexican Fiesta Grand Prix 10041
- Music for television, films and radio Europhon ELP 530
- Music für Verliebte Hippo 41009
- My Favourite Songs Somerset 780
- Non Stop Musical – German Jukebox EP Somerset AP-015
- Non-Stop Musicals Somerset 663
- Polka, Polka, Polka – mit der Schützenliesel Somerset 788
- Pop no Stomp – Constanze Somerset G 688
- Pop non stop Somerset 688
- Presents the Good Time Girls Somerset 769
- Remembering Glenn Miller – German Jukebox EP Hippo 22.004
- Rock Festival Somerset 783
- Rubber Boat Party Somerset 748
- Rhythmus à gogo Somerset 698
- Scandinavian Party Somerset 764
- Schlager Von Gestern Im Rhythmus Von Heute Somerset 775
- Starportrait Somerset 766, 767
- Stereo, 28 trumpet hits Discofoon* 7507 131
- String of pearls Hippo 41004
- Surprise-partie 2 – Trianon c046-11396
- Swing And Sweet – German Jukebok EP Hippo 23006
- Tanz bis zum Umfallen Philips 88528DY
- Tanzparty à gogo – Hippo 31Â 004
- Tanzparty bei Frankie Europa E 184
- Trompeten á gogo 2 Somerset 742
- Trompeten á gogo Somerset 660
- Tropical Dancing RCA PPL1-4218
- Tropical evergreens – Bellaphone
- Tropicana – Center 17 023 ST
- Trumpets for Dancing Somerset 680
- Udo Jürgens Hits for dancing Somerset 699
- Unter südlicher Sonne Somerset 723
- Viva Mexico (Frank Valdor’s Tropic Beats), Grammoclub Ex Libris EL 12 013, Schweiz, LP 1965/1966
- Volkslieder aus aller Welt – Europa E 187
- Weekend party – Decca SLK 16Â 364
- Weekend Party Decca SLK 16 364-P
- Wir machen durch… Somerset 778
- Wodka á Gogo Somerset 691
- Wonderful World of Trumpets RCA PPL2-4084
- Wünscht Frohe Weihnacht RCA PPL1-4060[2]

#### Singles
- Cachaca Queima Hippo 83003
- Delilah Parade 1012
- Guten Morgen, Keine Sorgen Hippo
- Highway Patrol Hippo 83015
- Kleine Annelie Heco 45001
- Mexican Mambo Hippo 83001
- Mickey’s Blackout-Boogie-Shuffle
- Tropicado – Infosheet RCA 26.11463
- Have A Nice Day Hippo 83009, B-sida: Zauberland
- Dynamic men, Label: Pop Shop – Verlag Hipo Jessica[3]

### CDs
- Itchy Feet Band Sensation
- Happy Holiday Dancing
- Good Morning Friends
- Stille Nacht
- Swing Along (4 Tracks, 1992)
- Flyin’ So High (6 Tracks, 1998)
- Pfifferlinge Sehr Pfiffig (7 Tracks, 1996)
- Chico de Luna Viva la feria (18 Tracks)[4]

## Filmmusik (Auswahl)
- 1966: Schwarzer Markt der Liebe
- 1967: St. Pauli zwischen Nacht und Morgen

## Auszeichnungen
- 1971: Goldene Schallplatte für das Album Frank Valdor Goes Western